# 長沼城 (下野国)
長沼城（ながぬまじょう）は、栃木県真岡市長沼にあった日本の城。平安時代末期から戦国時代まで存在した。

## 概要
平将門の乱を平定した藤原秀郷が下野守に任ぜられ、その子孫の小山氏の一族、小山宗政が元暦元年（1184年）に長沼の地に築いた城が長沼城である。
『下野国誌』には「長沼城は芳賀郡長沼郷太田村にあり、長沼五郎左衛門尉宗政はじめて築く、元暦元年甲辰」とある。
宗政は長沼姓を名乗った。
その後長沼氏から、その庶流の皆川氏の支配下で戦国時代を迎え、北条氏と争った。

## 構造
遺構がほとんど残っていないため、詳細な構造は不明である。

## 遺構
現在はほとんどその形跡が残っていない。城域の跡地は住宅街となっており、わずかに「北門」「西木戸」などの地名にその痕跡が残る程度である。